# 1822 ve fotografii
Tento článek obsahuje významné fotografické události v roce 1822.

## Události
- Nicéphore Niépce prováděl první fotografické pokusy, vytvořil první fotografii na kovu. Byla to první historicky doložená heliografie – kopie rytiny papeže Pia VII. (deska se však rozbila ještě za Niépcova života) a našel způsob, jak obraz získaný heliografií rozmnožit. Zhotovil kopii rytiny místo na skle na cínové nebo později měděné desce a kresbu na místech nechráněných asfaltem leptal do hloubky. Z takto získané tiskové formy mohl tisknout obrázky na papír. Tato tisková technika se nazývá heliogravura.[1]
- Nicéphore Niépce vynalezl irisovou clonu – základní prvek fotoaparátu. Tato plynule proměnná clona funguje podobně jako duhovka oka (tedy iris).

## Narození v roce 1822
- 31. ledna – Paul Duseigneur, francouzský fotograf († 30. ledna 1895)
- 16. ledna – Alfred Bernier, francouzský lodní lékař a fotograf (†  19. dubna 1900)
- 8. února – Maxime Du Camp, francouzský spisovatel, žurnalista a fotograf († 9. února 1894)
- 6. dubna – Giacomo Brogi, italský fotograf († 29. listopadu 1881)
- 21. dubna – Hannibal Goodwin, americký duchovní, vynálezce a fotograf († 31. prosince 1900)
- 18. května – Mathew Brady, americký novinářský fotograf († 15. ledna 1896)
- 1. června Clementina Hawarden, britská portrétní fotografka († 19. ledna 1865)
- 1. června – Alfred-Nicolas Normand, francouzský architekt a fotograf († 2. března 1909)
- 3. června – Jean-Baptiste Dulac, francouzský architekt a fotograf zapálený pro historii, archeologii a dědictví († 3. července 1892)
- 21. června – Arsène Garnier, francouzský fotograf, portrétoval Victora Huga († 12. září 1900)
- 25. července – Victor Franck, francouzský fotograf († 29. září 1879)
- 4. září – Jean-Jacques Heilmann, francouzský fotograf († 23. ledna 1859)
- 10. září – John Adams Whipple, americký fotograf a vynálezce († 10. dubna 1891)
- 31. října – Francis Frith, anglický krajinářský fotograf († 25. února 1898)
- 13. prosince – Pierre Louis Pierson, francouzský fotograf († 1913)
- ? – Léopold Ernest Mayer, francouzský fotograf († 1895)
- ? – Anastas Karastojanov, bulharský tiskař a fotograf  († 1880)
- ? – Linnaeus Tripe, britský průkopník fotografie, nejznámější svými fotografiemi Indie a Barmy pořízenými v 50. letech 19. století (14. dubna 1822 – 2. března 1902)